# Amelia Belotti
Amelia Belotti (nascida em 17 de dezembro de 1988) é uma handebolista argentina. Integrou a seleção argentina feminina que terminou na décima segunda posição nos Jogos Olímpicos de Verão de 2016 no Rio de Janeiro. Atua como ponta esquerda e joga pelo clube Vilo. Competiu pela Argentina no Campeonato Mundial de Handebol Feminino de 2013, na Sérvia. Foi medalha de prata nos Jogos Pan-Americanos de 2015 em Toronto, além de bronze no Campeonato Pan-Americano de Handebol Feminino de 2015.